# Fiji
Fiji (Fijiansk: Viti Fijiansk Hinduisk: फ़िजी; officielt: Republikken Fiji) (Fijiansk: Matanitu Tugalala o Viti;  Fijiansk Hinduisk: रिपब्लिक ऑफ फीजी Ripablik ăph Phījī) er et land beliggende i Oceanien i det sydlige Stillehav, cirka to tredjedele af vejen fra Hawaii til New Zealand. Landet består af 9 større øer samt 300 mindre øer og atoller af vulkansk eller koral oprindelse. Af disse er kun de 100 beboet. Øgruppen er beliggende i Melanesien mellem Vanuatu i vest og Tonga i øst, omkring 5 grader nord for stenbukkens vendekreds. Landets største øer (der overvejende er af vulkansk oprindelse) er Viti Levu (hvor hovedstaden ligger) og Vanua Levu. Landskabet er generelt bjergfuldt. Klimaet er tropisk regnfuldt, omend modereret af havets indflydelse og den frugtbare jord i lavlandet muliggør dyrkningen af sukkerrør og kopra. Havet er truet af overfiskning samt forurening fra byerne. Vandmiljøet er truet af intensivt fiskeri og af forureningen i kystområderne. Landet er endvidere præget af afskovning.

## Historie
De første indbyggere på Fiji kom fra Sydøst-Asien længe før øerne blev opdaget af europæiske opdagelsesrejsende i 1700-tallet. Beliggende i det centrale Stillehav, har Fijis geografi gjort det både til en destination og en krydsning for migration i mange århundreder. I henhold til mundtlig tradition er de oprindelige Fijians i dag efterkommere af chefen Lutunasobasoba og dem, der ankom med ham på Kaunitoni-kanoen. Landende ved det, der nu er Vuda, flyttede nybyggerne ind i landet til Nakauvadra-bjergene. Selvom denne mundtlige tradition ikke er uafhængigt underbygget, fremmer den fijianske regering officielt den, og mange stammer hævder i dag at være afstammet fra Lutunasobasobas børn. Øerne blev en britisk koloni i 1874. I 1970 blev Fiji uafhængigt, men det demokratiske styret er siden blevet afbrudt af flere militærkup.
Ved et militærkup i 2006 tog Frank Bainimarama statsmagten. Landets højesteret fastslog i 2009, at militærledelsen af landet var ulovlig, præsident Josefa Iloilo, som militæret havde bevaret som det nominelle statsoverhoved, ophævede formelt forfatningen og genudnævnte Bainimarama. Senere i 2009 blev Iloilo afløst som præsident af Epeli Nailatikau. Efter flere års forsinkelser blev der afholdt et demokratisk valg på Fiji den 17. september 2014. Den siddende premierminister Bainimaramas parti FijiFirst vandt valget med 59,2% af stemmerne, valget blev anset som troværdige af internationale observatører.

## Billeder
- Strand på Bounty Island, Fiji
- Tegning af kano fra Fiji, 1858